# Licini Pròcul
Licini Pròcul (llatí: Licinius Proculus) va ser un company i amic de Marc Salvi Otó al que aquest va nomenar prefecte del pretori quan va ser proclamat emperador (68). Era el seu home de màxima confiança.
Pròcul va mantenir la seva influència calumniant a altres generals i alts càrrecs que li podien fer ombra. Van ser els seus consells militars i la seva manca d'experiència els que van provocar la caiguda d'Otó. Després de la primera batalla de Bedríacum es va escapar i va aconseguir el perdó de Vitel·li, al·legant que havia traït a Otó expressament, en favor del mateix Vitel·li.